# Center for Iranian Student Surveys
 (octobre 2019).
Le contenu est difficilement compréhensible vu les erreurs de traduction, qui sont peut-être dues à l'utilisation d'un logiciel de traduction automatique.

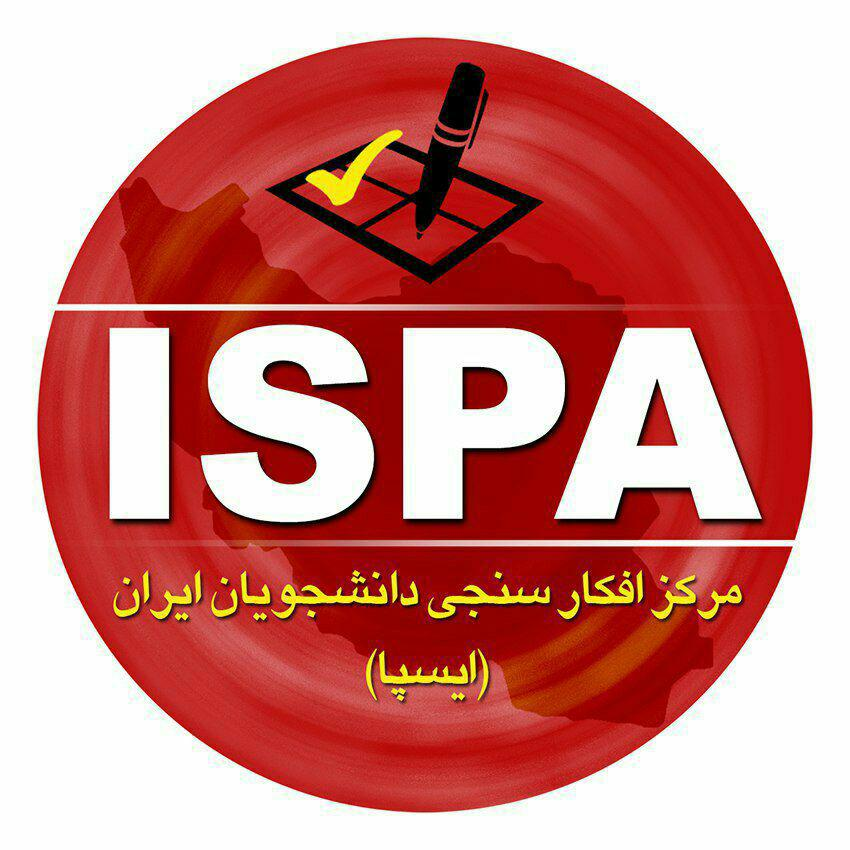
Logo du Center for Iranian Student Surveys

Le Center for Iranian Student Surveys (Centre pour les sondages des étudiants iraniens (ISPA)), dépendant du Djihad universitaire[Quoi ?], a commencé ses activités le 18 mai 2001.

## Objectif
L'objectif du Centre est de mener des sondages pour connaître l’opinion publique au niveau national, international et transnational afin d'aider les organisations gouvernementales, privées, publiques et civiques à prendre des décisions fondées sur des données probantes et des statistiques. L'une des principales priorités de l'ISPA est d’attacher de l’intérêt à l'opinion publique et à la nécessité d'utiliser le point de vue des citoyens afin d'accroître la participation de ces derniers à l'amélioration des conditions et au développement du pays,.
Les principes fondamentaux de l'ISPA consistent à concevoir et à appliquer des méthodes et critères précis et des principes éthiques et à maintenir une position politique neutre envers le processus des sondages et, en particulier, des enquêtes y liées. Pour cette raison, le Centre est reconnu comme un important centre scientifique de confiance chargé de mener des recherches scientifiques et des sondages précis et réussis. Le personnel du centre est généralement composé de jeunes experts qui profitent de la collaboration du personnel académique dans la réalisation des sondages.
L’ISPA a mené au cours des 16 dernières années, plus de 2 500 sondages sur les questions sociales, économiques et politiques aux niveaux locaux et nationaux.

## La performance de sondage électoral ISPA
La prévision précise des résultats de la 12e élection présidentielle en 2017 peut être considérée comme l’un des sondages réussis menés par le Centre. Le projet, a permis d'estimer avec précision le taux de vote de deux candidats, M. Hassan Rouhani et Seyyed Ebrahim Réissi, ainsi que le processus de participation des Iraniens aux élections, le processus de vote des candidats lors de la campagne électorale,,,. Le sondage dont ont bénéficié des résultats de nombreuses organisations gouvernementales et non gouvernementales, décideurs, institutions locales et agences de presse internationales.